# Eliotia mioae
Eliotia mioae är en fjärilsart som beskrevs av Hayashi 1978. Eliotia mioae ingår i släktet Eliotia och familjen juvelvingar. Inga underarter finns listade i Catalogue of Life.

## Bildgalleri

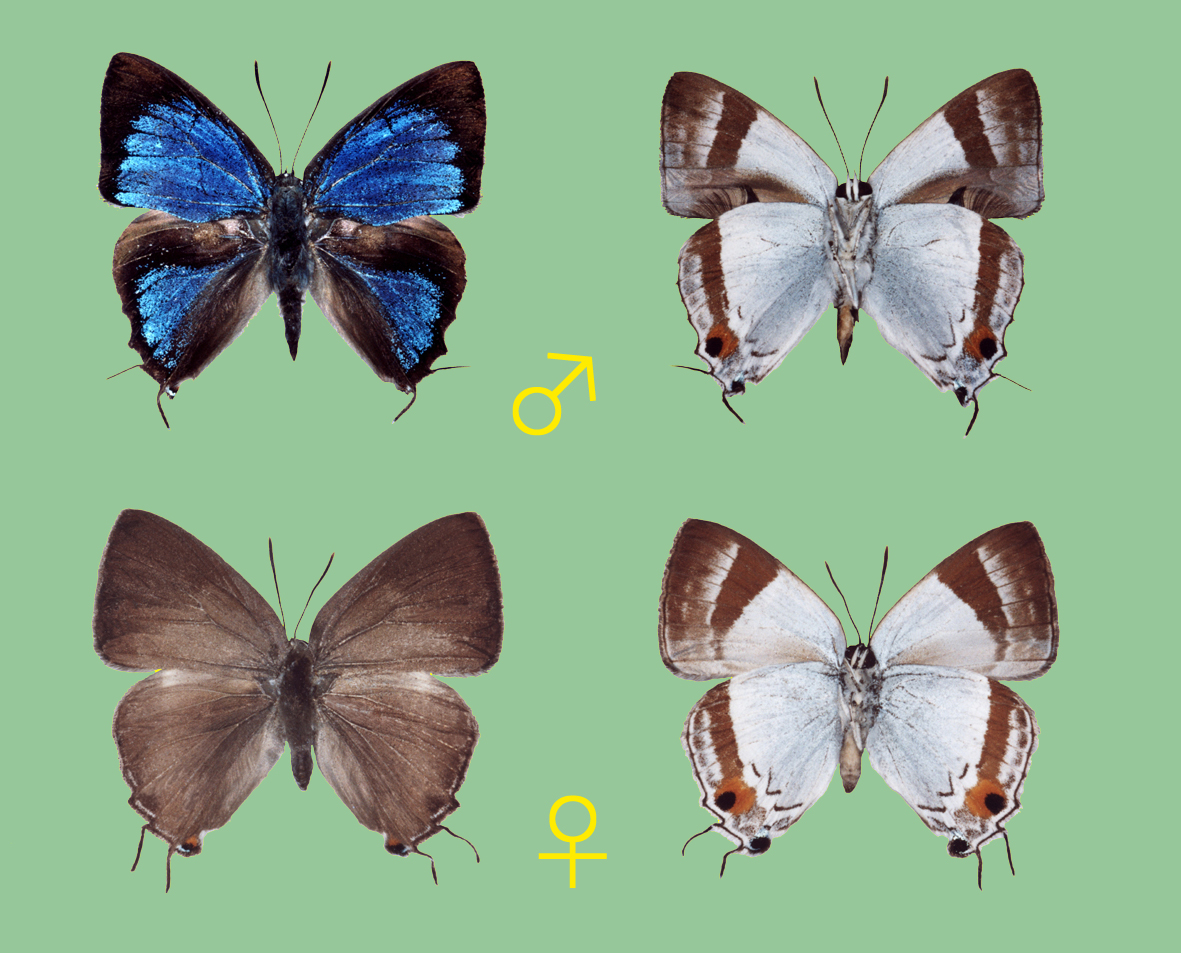